# Paradamoetas formicinus
Paradamoetas formicinus is een spinnensoort in de taxonomische indeling van de springspinnen (Salticidae).
Het dier behoort tot het geslacht Paradamoetas. De wetenschappelijke naam van de soort werd voor het eerst geldig gepubliceerd in 1885 door Elizabeth Maria Gifford Peckham & George William Peckham.